# Lajos Korányi
Lajos Korányi Kronenberger (Szeged, 15 de maig de 1907 - Budapest, 29 de gener de 1981) fou un futbolista hongarès de la dècada de 1930.
Pel que fa a clubs, destacà a les files del Ferencvárosi TC, entre d'altres clubs. Fou internacional amb Hongria, amb la qual participà en el Mundial de 1938.
Els seus germans Mátyás i Désiré també foren futbolistes.